# スペアキー〜愛されてもしょうがない〜
「スペアキー 〜愛されてもしょうがない〜」は、藤谷美和子の3枚目のシングルである。1994年（平成6年）11月14日に日本コロムビアよりリリースされた。
自身2番目のヒット曲である。

## 概要
- テレビ朝日系木曜ドラマ『ママのベッドへいらっしゃい』主題歌。
- アップテンポな曲に仕上がっている。
- 売上枚数は27.9万枚。

## 収録曲
1. スペアキー 〜愛されてもしょうがない〜
作詞：秋元康／作曲・編曲：後藤次利
  - テレビ朝日系木曜ドラマ「ママのベッドへいらっしゃい」主題歌。
2. 海のすぐそばで……
作詞：秋元康／作曲・編曲：後藤次利／コーラスアレンジ：高尾直樹
  - シチズン・オーパスCMソング。
3. スペアキー 〜愛されてもしょうがない〜 (original karaoke)